# Mandres-aux-Quatre-Tours
Mandres-aux-Quatre-Tours è un comune francese di 186 abitanti situato nel dipartimento della Meurthe e Mosella nella regione del Grand Est.

## Società

### Evoluzione demografica
Abitanti censiti